# Thomas Enqvist
Thomas Karl Johan Enqvist (Estocolm, 13 de març de 1974) és un tennista professional suec retirat.
Va guanyar un total de dinou títols individuals i un més en dobles masculins en el circuit ATP. Aquests resultats li van permetre arribar al quart lloc del rànquing individual i al 169è en el rànquing de dobles. Entre els títols individuals en destaquen tres de categoria Masters, i també va arribar a disputar una final de Grand Slam a l'Open d'Austràlia l'any 1999. Va formar part de l'equip suec de Copa Davis en diverses ocasions i va disputar la final en l'edició de 1996. Posteriorment també va fer-ne de capità.

## Torneigs de Grand Slam

### Individual: 1 (0−1)
| Resultat  | Núm. | Any  | Campionat        | Oponent             | Marcador              |
| --------- | ---- | ---- | ---------------- | ------------------- | --------------------- |
| Finalista | 1.   | 1999 | Open d'Austràlia | Ievgueni Kàfelnikov | 6−4, 0−6, 3−6, 6−7(1) |

## Palmarès

### Individual: 26 (19−7)
| Llegenda (pre/post 2009)                                 |
| -------------------------------------------------------- |
| Grand Slams (0−1)                                        |
| Tennis Masters Cup / ATP Finals (0−0)                    |
| ATP Masters Series / ATP World Tour Masters 1000 (3−1)   |
| ATP International Series Gold / ATP World Tour 500 (2−1) |
| ATP International Series / ATP World Tour 250 (14−4)     |

| Títols per superfície |
| --------------------- |
| Dura (13−7)           |
| Gespa (0−0)           |
| Terra batuda (2−0)    |
| Moqueta (4−0)         |

| Resultat  | Núm. | Data                   | Torneig                     | Superfície   | Oponent             | Marcador                   |
| --------- | ---- | ---------------------- | --------------------------- | ------------ | ------------------- | -------------------------- |
| Guanyador | 1.   | 12 d'octubre de 1992   | Bolzano/Bozen, Itàlia       | Moqueta      | Arnaud Boetsch      | 6−1, 1−6, 7−6(7)           |
| Guanyador | 2.   | 30 d'agost de 1993     | Schenectady, Estats Units   | Dura         | Brett Steven        | 4−6, 6−3, 7−6(0)           |
| Guanyador | 3.   | 16 de gener de 1995    | Auckland, Nova Zelanda      | Dura         | Chuck Adams         | 6−2, 6−1                   |
| Guanyador | 4.   | 27 de febrer de 1995   | Filadelfia, Estats Units    | Moqueta (i)  | Michael Chang       | 0−6, 6−4, 6−0              |
| Guanyador | 5.   | 15 de maig de 1995     | Pinehurst, Estats Units     | Terra batuda | Javier Frana        | 6−3, 3−6, 6−3              |
| Finalista | 1.   | 7 d'agost de 1995      | Los Angeles, Estats Units   | Dura         | Michael Stich       | 7−6(7), 6−7(4), 2−6        |
| Guanyador | 6.   | 20 d'agost de 1995     | Indianapolis, Estats Units  | Dura         | Bernd Karbacher     | 6−4, 6−3                   |
| Guanyador | 7.   | 12 de novembre de 1995 | Estocolm, Suècia            | Dura (i)     | Arnaud Boetsch      | 7−5, 6−4                   |
| Guanyador | 8.   | 14 d'abril de 1996     | Nova Delhi, Índia           | Dura         | Byron Black         | 6−2, 7−6(3)                |
| Guanyador | 9.   | 3 de novembre de 1996  | París, França               | Moqueta (i)  | Ievgueni Kàfelnikov | 6−2, 6−4, 7−5              |
| Guanyador | 10.  | 10 de novembre de 1996 | Estocolm (2)                | Dura (i)     | Todd Martin         | 7−5, 6−4, 7−6(0)           |
| Guanyador | 11.  | 16 de febrer de 1997   | Marsella, França            | Dura (i)     | Marcelo Ríos        | 6−4, 1−0, retirada         |
| Finalista | 2.   | 27 de juliol de 1997   | Los Angeles (2)             | Dura         | Jim Courier         | 4−6, 4−6                   |
| Guanyador | 12.  | 9 de febrer de 1998    | Marsella (2)                | Dura (i)     | Ievgueni Kàfelnikov | 6−4, 6−1                   |
| Finalista | 3.   | 2 de març de 1998      | Filadelfia                  | Dura (i)     | Pete Sampras        | 5−7, 6−7(3)                |
| Guanyador | 13.  | 4 de maig de 1998      | Munic, Alemanya             | Terra batuda | Andre Agassi        | 6−7(4), 7−6(6), 6−3        |
| Guanyador | 14.  | 11 de gener de 1999    | Adelaida, Austràlia         | Dura         | Lleyton Hewitt      | 4−6, 6−1, 6−2              |
| Finalista | 4.   | 1 de febrer de 1999    | Open d'Austràlia, Austràlia | Dura         | Ievgueni Kàfelnikov | 6−4, 0−6, 3−6, 6−7(1)      |
| Guanyador | 15.  | 31 d'octubre de 1999   | Stuttgart, Alemanya         | Dura (i)     | Richard Krajicek    | 6−1, 6−4, 5−7, 7−5         |
| Guanyador | 16.  | 14 de novembre de 1999 | Estocolm (3)                | Dura (i)     | Magnus Gustafsson   | 6−3, 6−4, 6−2              |
| Finalista | 5.   | 9 de gener de 2000     | Adelaida                    | Dura         | Lleyton Hewitt      | 6−3, 3−6, 2−6              |
| Finalista | 6.   | 19 de març de 2000     | Indian Wells, Estats Units  | Dura         | Àlex Corretja       | 4−6, 4−6, 3−6              |
| Guanyador | 17.  | 14 d'agost de 2000     | Cincinnati, Estats Units    | Dura         | Tim Henman          | 7−6(5), 6−4                |
| Finalista | 7.   | 27 d'agost de 2000     | Long Island, Estats Units   | Dura         | Magnus Norman       | 3−6, 7−5, 7−5              |
| Guanyador | 18.  | 29 d'octubre de 2000   | Basilea, Suïssa             | Moqueta (i)  | Roger Federer       | 6−2, 4−6, 7−6(4), 1−6, 6−1 |
| Guanyador | 19.  | 17 de febrer de 2002   | Marsella (3)                | Dura (i)     | Nicolas Escudé      | 6−7(4), 6−3, 6−1           |

### Dobles masculins: 1 (1−0)
| Llegenda (pre/post 2009)                                 |
| -------------------------------------------------------- |
| Grand Slams (0−0)                                        |
| Tennis Masters Cup / ATP Finals (0−0)                    |
| ATP Masters Series / ATP World Tour Masters 1000 (0−0)   |
| ATP International Series Gold / ATP World Tour 500 (0−0) |
| ATP International Series / ATP World Tour 250 (1−0)      |

| Títols per superfície |
| --------------------- |
| Dura (1−0)            |
| Gespa (0−0)           |
| Terra batuda (0−0)    |

| Resultat  | Núm. | Data                 | Torneig          | Superfície | Parella        | Oponents                         | Marcador |
| --------- | ---- | -------------------- | ---------------- | ---------- | -------------- | -------------------------------- | -------- |
| Guanyador | 1.   | 16 de febrer de 1997 | Marsella, França | Dura (i)   | Magnus Larsson | Olivier Delaître Fabrice Santoro | 6−3, 6−4 |

## Guardons
- ATP Most Improved Player (1995)